# Госвинта
Госвинта (око 551. - 589.) је била визиготска краљица, удата прво за Атанагилда, а потом за Леовигилда, док је за време владавине Леовигилдовог сина Рекареда такође имала велики утицај. У браку са Атанагилдом имала је две кћерке, Галсвинту и Брунхилду, које су се удале за два франачка краља, Зигоберта I од Аустразије и Хилпериха I од Неустрије. Кад се Леовигилдов син Херменегилд оженио Ингундом, Брунхилдином кћерком, покушала је да је натера да одбаци правоверно хришћанство и прихвати аријанство, али Ингунда не само да то није урадила, него је успела да преобрати свог мужа, Херменегилда. Након Леовигилдове смрти, помирила се са његовим наследником, Рекаредом, међутим, кад је овај одлучио да одбаци аријанство и правоверно хришћанство прогласи државном вером, сковала је неуспешну заверу 569. године са толедским аријанским бискупом Улидилом, која је имала за циљ да усмрти Рекареда. Завера је откривена, Улдила је послат у изгнанство, а Госвинта је нестала, највероватније је да је умрла те исте године.

## Порекло
Скоро да нема званичних података о пореклу, месту и тачном датуму рођења Госвинте, али се на основу њене касније политичке активности предпоставља да је одрасла у окружењу под чврстим утицајем званичне идеологије Острогота, који су у периоду од 510. до 549. године владали визиготским краљевством и који су се залагали за миран суживот Германа и Римљана и очување друштвене структуре касног Римског царства. Германски владари у медитеранским римским провинцијама користили су римско законодавство како би одржали сегрегацију између Визигота аријанаца и римског правоверног страновништва. Госвинта је целог свог живота бранила овај поредак и није могла да се помири са верском асимилацијом визиготског племства која се одвијала током целог 6. века и која је доживела своју кулминацију 589. године када је Рекаред одбацио аријанство и прихватио правоверно хришћанство као званичну религију краљевства.